# Laura Brown (periodista)
Laura Brown (nacida el 27 de mayo de 1974) es una periodista australiana, editora jefe de la revista InStyle y ex directora ejecutiva de la revista Harper's Bazaar. Estudió en la Universidad Charles Sturt, donde se graduó en Bellas Artes y Comunicación.

## Primeros años
Brown nació en Australia y es hija única. Los primeros años de la infancia de Brown los pasó en Camden, un suburbio en el suroeste de Sídney, donde su padre era un granjero lechero. Cuando tenía cinco años, los padres de Brown se divorciaron y ella se mudó con su madre Lola a Manly. La madre de Brown trabajaba en seguros. Más tarde, la pareja se mudó a North Sydney y Brown asistió a la Willoughby Girls High School, donde dijo: "No creo que la gente hubiera pensado en mí como una persona especialmente a la moda".
En una entrevista con Matches Fashion, Brown dijo: "Tenía delirios de grandeza desde que era joven. Recuerdo cuando tenía unos ocho años y solía darle estilo a mis toallas de baño para hacer looks. Me encantaban las revistas, la moda y el glamour de Hollywood." En 2017, Brown le dijo a USA Today: "Quería estar en revistas desde que tenía nueve años".
Después de la secundaria, Brown fue a la Universidad Charles Sturt en la ciudad regional de Bathurst en Nueva Gales del Sur, que es famosa por su curso de periodismo. Brown bromeó en entrevistas que durante sus días universitarios, cuando todos los demás gastaban dinero en marihuana, ella lo gastaba en revistas de moda estadounidenses.

## Carrera
La carrera de Brown en los medios comenzó en la ahora desaparecida revista de moda australiana Mode, donde fue editora de producción durante dos años. A los 21 años, Brown se mudó a Londres durante dos años, donde trabajó como autónoma, incluso como corresponsal de Harper's Bazaar Australia. Mientras trabajaba por cuenta propia en Londres, Brown pagó su propio viaje a París, donde se coló en desfiles de moda sin credenciales y tomó fotos con una cámara desechable. Al regresar a Australia, Brown fue empleada por Harper's Bazaar Australia como editora de reportajes, cargo que ocupó durante dos años. Brown ha dicho que mientras estaba en Sídney, nuevamente anhelaba estar en el extranjero, esta vez en Nueva York: "Recuerdo que un día estaba en casa y estaba escribiendo una reseña de un espectáculo de Helmut Lang en Internet, y recuerdo haberme sentido , No quiero ver esta segunda mano, quiero verla por mí mismo. Quiero ver esa modelo, o ese diseñador o esa obra de arte, o ese teatro, y eso fue todo, solo tenía que ir —Ni siquiera había una opción".
El 4 de septiembre de 2001, con 5,000$ ahorrados, Brown se mudó a Nueva York. Brown ingresó a los EE. UU. con una visa de periodista extranjera y escribía para revistas fuera de los EE.UU., enviando sus cheques a Australia para que su madre los depositara en su cuenta bancaria.
Brown luego consiguió un trabajo en la revista Talk de Tina Brown poco antes de que cerrara. Luego trabajó como editora senior en W y como editora de artículos en la revista para hombres ahora desaparecida Details. Brown se unió a Harper's Bazaar el día de San Valentín en 2005 y fue responsable de seleccionar las portadas de la revista. Produjo muchos de los golpes de la revista: desde Los Simpson en París hasta los diseñadores de moda Oscar de la Renta y Diane von Furstenberg en Barrio Sésamo. Quizás la portada más famosa de Brown fue la portada de marzo de 2015 con la cantante Rihanna en un traje de baño dorado dentro de las fauces de un tiburón para conmemorar el 40 aniversario de la película de Steven Spielberg 'Mandíbulas.' La portada, una recreación de una foto de Spielberg posando de la misma manera con Jaws, fue premiada como Mejor Portada de Moda y Belleza en 2016 por ASME (Sociedad Americana de Editores de Revistas). Mientras estaba en Harper's Bazaar, Brown rompió la entrevista exclusiva con Janet Jackson después de la muerte de su hermano Michael y describió a mujeres influyentes como Hillary Clinton y Michelle Obama, y también presentó dos populares series de videos digitales, "The Look" y "In and Out of Moda con Laura Brown ". El comunicado de prensa de Time Inc. del 22 de agosto de 2016 que anunció el nombramiento de Brown en InStyle dijo que Brown había roto muchas de las historias más dignas de noticias sobre su antiguo título. "Desafió el status quo con colaboraciones poco convencionales, desarrollando carteras de arte, cine y moda con los artistas Takashi Murakami, John Baldessari, Francesco Clemente y Cindy Sherman y los directores Martin Scorsese, Mike Nichols, Pedro Almodóvar y Tim Burton", dijo Time Inc.
De su tiempo en Harper's Bazaar, Brown dijo: "Fui directamente a los amorosos brazos de Harper's Bazaar editora jefe Glenda Bailey, y permanecí allí durante 11 años". Bailey, nacido en Gran Bretaña, fue un mentor de Brown, quien ascendió en Harper's Bazaar de editor de artículos a director ejecutivo. Después de que se anunció en 2016 que Brown se haría cargo de InStyle, Brown publicó una foto en su cuenta de Instagram el 23 de agosto de 2016 agradeciendo a Bailey con la leyenda: "Sin esta dama, no sería nada. Todo mi amor y gratitud a Glenda Bailey, por 11 años de alentar mi creatividad y empujarme a no conformarme con nada menos que brillante".
En 2017, Brown dijo a USA Today: "Tengo suerte de que, en muchos sentidos, la editorial de moda esté dominada por mujeres", explicó. "Creo que el mayor cambio en la moda ha sido el ascenso a la prominencia de mujeres diseñadoras y fotógrafos".
Sobre su nombramiento en InStyle, Brown le dijo a Business of Fashion: "La gente acude a esta revista y solo quiero involucrarlos de más y de diferentes maneras", dijo. "Esta es una revista enorme, gigante. Es una marca increíblemente poderosa. Es una fuerza dominante en este negocio. Tiene una columna vertebral increíble, solo estoy sacando un poco las manos del jazz".
Brown asumió la dirección de InStyle de manos del anterior editor en jefe Ariel Foxman, quien había estado al frente de la revista durante ocho años. La edad media de un lector InStyle es de 41,2, según el Media Kit de 2017.
Para su primera versión de InStyle, Brown utilizó a la modelo Emily Ratajkowski, quien saltó a la fama en 2013 en el videoclip de la canción de Robin Thicke Blurred Lines. En una entrevista con los medios australianos, Brown dijo: "InStyle solía ser cachemir y Malibu, pero ahora 'celebridad' también son modelos, diseñadores, artistas, políticos de Instagram. Emily es actriz y modelo".
En septiembre de 2017, InStyle presentó a su primer hombre en la portada, el comediante y presentador de televisión nocturno Stephen Colbert. Brown entrevistó a la propia Colbert para la portada especial, que alcanzó los 100.000 suscriptores. El número del quiosco contó con la elección de portada más convencional de Selena Gomez y estas portadas, el primer número de septiembre de Brown, fueron nombradas Mejor Edición de septiembre por The Daily Front Row en su quinta edición anual de los Fashion Media Awards celebrada el 8 de septiembre de 2017. Time Inc. anunció que bajo Brown, InStyle había dado la bienvenida a una serie de nuevos anunciantes de lujo a la edición de septiembre de 2017, incluidos Bottega Veneta, Gucci, Fendi, Céline, Valentino y Bunello Cucinelli.
La portada de marzo de 2018 de InStyle contó con Oprah Winfrey, quien fue entrevistada por Brown. Cuando se le preguntó si planea postularse para un cargo, Winfrey dijo: "Siempre me he sentido muy segura y confiada conmigo misma al saber lo que podía hacer y lo que no. Por eso no es algo que me interese".
Brown presenta una serie de videos quincenales llamada "Dirty Laundry" en asociación con la red "PeopleTV" de Time Inc. Brown entrevista a celebridades en una lavandería y cada video revela historias personales y coloridas detrás de los atuendos y accesorios más queridos de la estrella. La serie se estrenó el 25 de mayo de 2017 con la actriz Priyanka Chopra.
A pesar de los temores de que las revistas impresas mueran, Brown cree en el poder de las revistas para atraer al lector. En una entrevista con el periódico The Australian en 2017, Brown dijo: "Lo que produzcas como editor de una revista tiene que ser más especial, bonito o más glamoroso o más divertido o más entretenido. Diana Vreeland tenía esto diciendo que "el ojo tiene que viajar". Tengo este dicho que "el ojo se cansa mucho". No quiero leer una revista en una tableta, quiero sentarme en mi sofá y abrirlo. La gente quiere entretenerse y tener un escape y sentirse bien y sentirse estimulado y sentirse parte de las cosas ". "Soy un gran creyente en la impresión restante", dijo Brown a Australian 60 Minutes en 2017.
En 2016, fue una de las juezas invitadas en la final de Miss USA 2016 en T-Mobile Arena, Las Vegas, Nevada, Estados Unidos. Fue juez destacado junto a Iman e Isaac Mizrahi en "The Fashion Show" de Bravo y aparece regularmente en programas como "Good Morning America", Today y CNN American Morning.
En 2016, Brown colaboró con la marca de bolsos australiana Mon Purse para diseñar una colección cápsula. Los tres modelos incluidos en la gama son el bolso tote The Boss Lady, el bolso bombonera The Girl On The Go y el saco de noche The Minx. Brown dijo: "Siempre estoy corriendo por la ciudad de Nueva York, saltando dentro y fuera de los autos, cargando varias cosas, así que necesitaba bolsas para hacer las cosas lo más fáciles posible. Realmente necesito poder tirar una bolsa mi hombro, o que tenga las manos libres de alguna manera ".

## Estilo personal
El estilo personal de Brown es una versión relajada del glamour. "Mi estilo personal es bastante relajado, usaría jeans y una sudadera todos los días, si pudiera. Son principalmente jeans, camisa, camiseta y algún tipo de tacón de plataforma", dijo a The Daily Telegraph en 2016. "El En los días de mayor, uso pantalones con el mismo tipo de combinación. En los días de súper adulto, uso el vestido completo de Valentino ". En 2010, Brown dijo: "Cuando tenía 20 años, no podía creer que necesitaras más de un par de zapatos negros. Los tiempos han cambiado. Descubrí las zapaterías de High Street cuando vivía en Londres y cuando vine aquí por todas partes. Resulta que soy una talla de muestra de zapatos".
Brown ha revelado en entrevistas que va a Equinox y SoulCycle y que bebe "un café helado sin importar el clima".

## Vida personal
Desde 2016, Brown ha estado en una relación con Brandon Borror-Chappell, un comediante y mesero. Borror-Chappell escribió un artículo sobre su relación para el sitio web Refinery29 publicado el 24 de enero de 2017. En el artículo, titulado 'Mi novia es mucho más exitosa que yo, y 16 años mayor', Borror-Chappell detalla cómo la pareja se conoció cuando él trabajaba como camarero en el Sunset Tower Hotel en Los Ángeles, donde Brown se hospedaba con frecuencia como invitado VIP. Una mañana, la computadora de Borror-Chappell no funcionaba bien, por lo que escribió a mano la factura de Brown e incluyó en la parte inferior "una sugerencia descarada de su número de teléfono". Brown le dio su número y dijo: "Envíame un mensaje de texto. Te reto". Borror-Chappell dijo que más tarde le envió a Brown un mensaje de texto que decía: "Hola. Tengo un largo historial de dar marcha atrás a los desafíos, así que ten en cuenta que enviarte mensajes de texto requiere mucho coraje". Su primera cita tuvo lugar después de que Borror-Chappell volara a Nueva York, y desde entonces ha cambiado de costa para vivir con Brown en Manhattan.
Brown es considerado una figura líder de la moda en Instagram y usa la aplicación para promocionar la marca de InStyle. En enero de 2018, Brown tiene 180.000 seguidores en Instagram y más de 43.000 seguidores en Twitter. De Instagram, Brown ha dicho: "Es la forma de presentarte al mundo. Es la revista de tu vida".
Si Instagram es la revista de la vida, Brown's demuestra que está orgullosa de su herencia australiana: su feed de Instagram está lleno de imágenes de animales australianos como koalas y canguros, y apoya a marcas australianas como Zimmermann vistiendo a menudo su ropa. . Brown es amigo de muchas celebridades, incluidos sus compatriotas australianos Naomi Watts, Rose Byrne y Nicole Kidman, que aparecen regularmente en su cuenta de Instagram. De sus amistades con celebridades, Brown dice: "Si no hubiera hecho un par de amigos después de trabajar con celebridades durante tanto tiempo, eso no diría mucho de mis habilidades sociales".
Hablando sobre su tierra natal, Brown le dijo a la revista Wish en 2010 que extraña "el aire en movimiento que sientes en tu rostro cuando estás en la playa [en Sydney]. Si pudiera tomar prestado eso y agitarlo por mi apartamento, lo haría . Y me encanta una buena rebanada de menta ", refiriéndose a una galleta de chocolate australiana. Brown dijo que lo que más le gusta de Nueva York "es que al comienzo de la semana simplemente no sabes cómo va a terminar tu semana. Nunca puedes predecir. Nunca te aburres".